# Spider in the Web
Pour plus de détails, voir Fiche technique et Distribution.
Spider in the Web est un film d'espionnage israélo-belgo-britannique réalisé par Eran Riklis, sorti en 2019.

## Synopsis
Agent vieillissant du Mossad, Adereth s'approche de la retraite. Il est chargé d'une nouvelle et, sans doute, dernière mission : infiltrer en Europe un groupe de trafiquants qui cherche à vendre des armes chimiques à une dictature du Moyen-Orient. Mais Adereth est obligé de travailler avec une jeune recrue, Daniel, qui n'est autre que le fils d'un de ses anciens collègues aujourd'hui décédé. Pourtant, leur mission est perturbée lorsqu'ils doivent surveiller la belle et dangereuse Angela, une mystérieuse femme fatale dont se rapproche Adereth...

## Fiche technique
- Titre original et français : Spider in the Web
- Titre hébreu : עכביש ברשת
- Réalisation : Eran Riklis
- Scénario : Gidon Maron et Emmanuel Naccache
- Montage : Jessica de Koning
- Musique : Jonathan Riklis
- Photographie : Richard Van Oosterhout
- Production : Michael Sharfstein, Jacqueline de Goeij, Moshe Edery, Leon Edery, Eyal Edery, Eran Riklis, Sabine Brian et Ronald Versteeg
- Sociétés de production : Eran Riklis Productions, Ciné Cri De Cœur, Film Constellation, Topia Communications et United King Films
- Société de distribution : Vertical Entertainment
- Pays d'origine :  Israël,  Belgique et  Royaume-Uni
- Langue originale : anglais
- Format : couleur
- Genre : espionnage
- Durée : 113 minutes
- Dates de sortie  :
  -  États-Unis : 30 août 2019
  -  Israël : 16 janvier 2020
  -  France : 1er mars 2020 (DVD)

## Distribution
- Ben Kingsley (VF : Féodor Atkine) : Adereth
- Monica Bellucci (VF : elle-même) : Angela Caroni
- Itay Tiran (VF : Boris Rehlinger) : Daniel
- Itzik Cohen (VF : Éric Herson-Macarel) : Samuel
- Filip Peeters : Jan Martens
- Hilde Van Mieghem : Anne-Marie
- Makram Khoury : Nader
- Marcel Hensema : Ruud Van Der Veen